# Olesicampe extrema
Olesicampe extrema là một loài tò vò trong họ Ichneumonidae.